# Svenska Spindlar

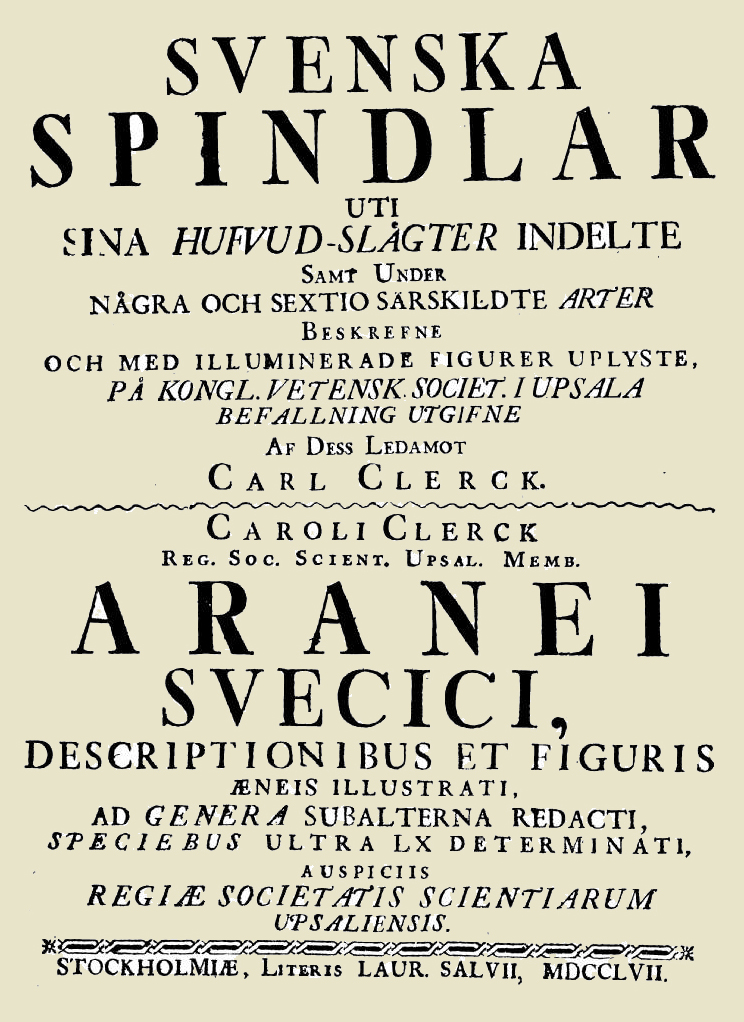
Svenska Spindlar. Portada de l'edició de 1757

El llibre Svenska Spindlar o Aranei Svecici (suec i llatí, respectivament, per "aranyes sueques") era un de les obres importants de l'aracnòleg i entomòleg suec Carl Alexander Clerck; va ser publicada a Estocolm l'any 1757. És el primer llibre rellevant sobre aranyes de Suècia i una de les primeres monografies regionals escrites que fan referència a un grup d'animals. El títol complet és Svenska Spindlar uti sina hufvud-slägter indelte samt under några och sextio särskildte arter beskrefne och med illuminerade figurer uplyste – Aranei Svecici, descriptionibus et figuris æneis illustrati, anunci genera subalterna redacti, speciebus ultra LX determinati, i té 162 pàgines de text (vuit pàgines eren no numerades) i 6 pàgines en color. Va ser publicat en suec, amb una traducció llatina impresa en una font lleugerament més petita sota el text suec.
Clerck va descriure amb detall 67 espècies d'aranyes de Suècia, i per primer cop en una obra zoològica, amb una aplicació coherent de la nomenclatura binomial proposada per Carl von Linné. Linné la va utilitzar per primer cop l'any 1753 en denominacions d'espècies botàniques en la seva obra Species Plantarum. El 1758, a Systema Naturae, apareixien més de 4.000 espècie animals.

## Espècies citades
A continuació es presenta la llista de les 67 espècies d'aranyes que apareixen a Svenska Spindlar ; les seves identitats actuals segueixen a Platnick (2000–2010).
Capítol 2 (Araneidae, Tetragnathidae)
- Araneus angulatus
- Araneus diadematus
- Araneus quadratus
- Araneus marmoreus
- Araneus umbraticus – Nuctenea umbratica
- Araneus pyramidatus – Araneus marmoreus
- Araneus ocellatus – Larinioides patagiatus
- Araneus patagiatus – Larinioides patagiatus
- Araneus cornutus – Larinioides cornutus
- Araneus sericatus – Larinioides sclopetarius
- Araneus sclopetarius – Larinioides sclopetarius
- Araneus cucurbitinus – Araniella cucurbitina
- Araneus segmentatus – Metellina segmentata
- Araneus litera x notatus – Zygiella x-notata

Capítol 3 (Theridiidae, Nesticidae, Linyphiidae)
- Araneus castaneus – Steatoda castanea
- Araneus hamatus – Singa hamata
- Araneus lunatus – Parasteatoda lunata
- Araneus sisyphius – Phylloneta sisyphia
- Araneus formosus – Parasteatoda lunata
- Araneus ovatus – Enoplognatha ovata
- Araneus redimitus – Enoplognatha ovata
- Araneus lineatus – Enoplognatha ovata
- Araneus cellulanus – Nesticus cellulanus
- Araneus bucculentus – Floronia bucculenta
- Araneus montanus – Neriene montana
- Araneus triangularis – Linyphia triangularis

Capítol 4 (Agelenidae, Clubionidae)
- Araneus domesticus – Tegenaria domestica, Malthonica ferruginea
- Araneus labyrinthicus – Agelena labyrinthica
- Araneus pallidulus – Clubiona pallidula

Capítol 5 (Lycosidae, Pisauridae)
- Araneus fabrilis – Alopecosa fabrilis
- Araneus aculeatus – Alopecosa aculeata
- Araneus inquilinus – Alopecosa inquilina
- Araneus lignarius – Acantholycosa lignaria
- Araneus monticola – Pardosa monticola
- Araneus pulverulentus – Alopecosa pulverulenta
- Araneus paludicola – Pardosa paludicola
- Araneus amentatus – Pardosa amentata
- Araneus trabalis – Alopecosa trabalis
- Araneus cuneatus – Alopecosa cuneata
- Araneus undatus – Dolomedes fimbriatus
- Araneus nivalis – Alopecosa inquilina
- Araneus piraticus – Pirata piraticus
- Araneus piscatorius – Pirata piscatorius
- Araneus fumigatus – Pardosa amentata
- Araneus pullatus – Pardosa pullata
- Araneus plantarius – Dolomedes plantarius
- Araneus fimbriatus – Dolomedes fimbriatus
- Araneus mirabilis – Pisaura mirabilis

Capítol 6 (Salticidae)
- Araneus hastatus – Dendryphantes hastatus
- Araneus muscosus – Marpissa muscosa
- Araneus scenicus – Salticus scenicus
- Araneus striatus – [nomen dubium]
- Araneus terebratus – Sitticus terebratus
- Araneus litera v insignitus – Aelurillus v-insignitus
- Araneus litera v notatus – Aelurillus v-insignitus
- Araneus flammatus – [nomen dubium]
- Araneus falcatus – Evarcha falcata
- Araneus arcuatus – Evarcha arcuata

Capítol 7 (Thomisidae, Philodromidae, Sparassidae)
- Araneus vatius – Misumena vatia
- Araneus margaritatus – Philodromus margaritatus
- Araneus aureolus – Philodromus aureolus
- Araneus formicinus – Thanatus formicinus
- Araneus cristatus – Xysticus cristatus
- Araneus roseus – Micrommata virescens
- Araneus virescens – Micrommata virescens

Capítol 8 (Cybaeidae)
- Araneus aquaticus - Argyroneta aquatica